# Grebănu (gmina)
Grebănu – gmina w Rumunii, w okręgu Buzău. Obejmuje miejscowości Grebănu, Homești, Livada, Livada Mică, Plevna i Zăplazi. W 2011 roku liczyła 5319 mieszkańców.